# Spiroctenus lignicolus
Spiroctenus lignicolus är en spindelart som beskrevs av Lawrence 1937. Spiroctenus lignicolus ingår i släktet Spiroctenus och familjen Nemesiidae. Inga underarter finns listade i Catalogue of Life.